# Dactylispa fulvifrons
Dactylispa fulvifrons is een keversoort uit de familie bladkevers (Chrysomelidae). De wetenschappelijke naam van de soort werd in 1909 gepubliceerd door Julius Weise.